# Beaupuy (Gers)
Beaupuy – miejscowość i gmina we Francji, w regionie Oksytania, w departamencie Gers.
Według danych na rok 1990 gminę zamieszkiwało 79 osób, a gęstość zaludnienia wynosiła 12 osób/km² (wśród 3020 gmin regionu Midi-Pireneje Beaupuy plasuje się na 984. miejscu pod względem liczby ludności, natomiast pod względem powierzchni na miejscu 1360.).